# Pragmatična sankcija
Pragmatična sankcija je pravni akt o dedovanju habsburških dežel.

## Razlogi
Habsburžani so se na prelomu 18. stoletja srečali s krizo, ki je sledila izumrtju španske veje Habsburžanov (smrt Karla II. Španskega). Vzrok za izumrtje je bila verjetno tudi posledica degeneracije zaradi medsebojnih porok, grožnjo pa je predstavljalo dejstvo, da v avstrijski veji Habsburžanov ni bilo moških potomcev.
Soočen z nasledstvenimi vojnami v Španiji je z namenom, da bi zagotovili in ohranili položaj svojih potomcev, Leopold I. sprejel družinski akt o dedovanju »actum mutuae successionis« (12.9.1703).

### Pactum mutuae successionis
Leopold I. je s sinovoma Karlom in Jožefom I. leta 1703 s "Pactum mutuae successionis" (lat.: dogovor o medsebojnem dedovanju) sklenil dogovor, po katerem je Karel dobil španske, Jožef I. pa avstrijske dežele. Dodatno je akt določil način dedovanja, po katerem bi v primeru, da bi Karel ne imel moških potomcev, dedovali Jožefovi sinovi in hčere in podredno, če Jožef ne bi imel niti hčera, bi potem dedovale Karlove hčere.

## Pragmatična sankcija
Jožef I. je leta 1711 umrl in cesarsko krono je nasledil Karel. V želji da bi zagotovil dedovanje svojim potomcem pred Jožefovimi, je s Pragmatično sankcijo (19.4.1713) spremenil določbe iz "Pactum mutuae successionis". Določil je nedeljivost in enotnost habsburških dežel ter dedovanje svojih potomcev v ženski liniji, ter podredno dedovanje Jožefovih hčera in šele nato dedovanje potomcev svojih sester.

## Priznavanje Pragmatične sankcije
Sprejetju pragmatične sankcije je sledilo dolgotrajno prizadevanje Karla VI., da bi ta akt sprejele tudi dežele in druge države. Med letoma 1720-23 so akt potrdile dedne dežele, v letu 1722 pa ga je sprejel tudi ogrski državni zbor. S tem je akt pričel veljati kot ustavni zakon in kot tak veljal do 1867. Določbe so priznale tudi mnoge druge evropske države (Španija 1725, Rusija 1726, Velika Britanija 1731, Francija 1738).
Kljub temu, pa pragmatična sankcija ni uspela urediti prenosa cesarske krone na habsburške ženske potomce. Ko je po smrti Karla VI. (1740) poskušala hči Marija Terezija v skladu z določili pragmatične sankcije sprejeti vladarski naziv, so se evropski vladarji temu uprli in izbruhnile so avstrijske nasledstvene vojne.